# Улица Адмирала Коновалова
Улица Адмирала Конова́лова — улица в Красносельском районе Санкт-Петербурга. Проходит от улицы Адмирала Трибуца до улицы Катерников. Протяжённость улицы составляет около 480 метров.

## История
Название было присвоено 27 июля 2012 года в честь контр-адмирала В. К. Коновалова.
Адреса с привязкой к улице имеют всего лишь три здания: жилой дом №2-4 (ЖК «Жемчужный фрегат»), построенный в 2014 году, детский сад (№6, к. 1), сооружённый в 2013 году, а также школа №547 (№6 к. 2). Выходящие на эту же улицу корпуса комплекса «Жемчужная симфония» относятся к Петергофскому шоссе.

## Транспорт
Ближайшая станция метро — «Проспект Ветеранов» — находится на расстоянии около 6,4 км от конца улицы.
На углу улицы Адмирала Трибуца и улицы Адмирала Коновалова расположена остановка «Улица Адмирала Коновалова», которую обслуживают автобусные маршруты № 160, 203, 239, 300, 333; троллейбусный маршрут № 41.